# Dean Kukan
Dean Kukan (* 8. Juli 1993 in Volketswil) ist ein Schweizer Eishockeyspieler, der seit Juni 2022 wieder bei den ZSC Lions aus der Schweizer National League unter Vertrag steht und dort auf der Position des Verteidigers spielt. Zuvor verbrachte Kukan unter anderem sieben Spielzeiten in der Organisation der Columbus Blue Jackets aus der National Hockey League (NHL).

## Karriere
Kukan durchlief die Juniorenabteilung der ZSC Lions und deren Kooperationspartners GCK Lions. Bereits im Alter von 16 Jahren debütierte er für den GCK in der National League B (NLB) und zwei Jahre später für den ZSC in der National League A (NLA). Im Sommer 2011 wechselte der Verteidiger als 18-Jähriger nach Schweden, wo er die folgenden vier Jahre für Luleå HF aufs Eis ging – zunächst in der J20 SuperElit, später dann in der ersten Herrenmannschaft in den schwedischen Ligen Elitserien und später Svenska Hockeyligan. Trotz Ausleihen zu Asplöven HC und Tingsryds AIF in die zweitklassige HockeyAllsvenskan im Verlauf der Saison 2012/13 kehrte der Abwehrspieler rechtzeitig zu den Play-offs in das Kader Luleås zurück und erreichte mit dem Team die schwedische Vizemeisterschaft. Zwei Jahre später gewann er mit der Champions Hockey League seinen ersten grossen Vereinstitel.
Nach dem Erfolg wechselte Kukan nach Nordamerika, wo er einen Vertrag bei den Columbus Blue Jackets aus der National Hockey League (NHL) unterzeichnete. In der Saison 2015/16 spielte er hauptsächlich für deren Farmteam, die Lake Erie Monsters, in der American Hockey League (AHL). Mit den Monsters gewann er am Saisonende den traditionsreichen Calder Cup. Zudem kam er achtmal für die Blue Jackets in der NHL zum Einsatz. Auch in der Spielzeit 2016/17 gehörte er zum Kader des nun als Cleveland Monsters firmierenden Farmteams. Mit der Spielzeit 2019/20 etablierte sich Kukan im NHL-Aufgebot und war dort bis zum Ende der Saison 2021/22 aktiv. Im Juni 2022 kehrte der Schweizer nach insgesamt elf Spielzeiten im Ausland zu seinem Ausbildungsverein aus Zürich zurück.

### International
Für sein Heimatland lief Kukan im Juniorenbereich bei den U18-Junioren-Weltmeisterschaften 2010 und 2011 sowie den U20-Junioren-Weltmeisterschaften 2012 und 2013 auf. Ebenso spielte er bei den World Junior A Challenges der Jahre 2010 und 2012.
Für die A-Nationalmannschaft spielte Kukan bei den Weltmeisterschaften 2014, 2015, 2017, 2018, 2022, 2023, 2024 und 2025. Dabei gewann er bei den Welttitelkämpfen der Jahre 2018, 2024 und 2025 jeweils die Silbermedaille.

## Erfolge und Auszeichnungen
| - 2008 Schweizer U17-Meister mit den ZSC Lions - 2010 Schweizer U20-Meister mit den GCK Lions - 2011 Schweizer U20-Meister mit den GCK Lions - 2013 Schwedischer Vizemeister mit Luleå HF - 2015 Champions-Hockey-League-Gewinn mit Luleå HF | - 2016 Calder-Cup-Gewinn mit den Lake Erie Monsters - 2018 Teilnahme am AHL All-Star Classic - 2024 Schweizer Meister mit den ZSC Lions - 2025 Champions-Hockey-League-Gewinn mit den ZSC Lions - 2025 Schweizer Meister mit den ZSC Lions |

### International
| - 2010 Bronzemedaille bei der World Junior A Challenge - 2012 Bronzemedaille bei der World Junior A Challenge - 2018 Silbermedaille bei der Weltmeisterschaft | - 2024 Silbermedaille bei der Weltmeisterschaft - 2025 Silbermedaille bei der Weltmeisterschaft - 2025 All-Star-Team der Weltmeisterschaft |

## Karrierestatistik
Stand: Ende der Saison 2024/25

### International
Vertrat die Schweiz bei:
| - U18-Junioren-Weltmeisterschaft 2010 - Ivan Hlinka Memorial Tournament 2010 - World Junior A Challenge 2010 - U18-Junioren-Weltmeisterschaft 2011 - U20-Junioren-Weltmeisterschaft 2012 - World Junior A Challenge 2012 - U20-Junioren-Weltmeisterschaft 2013 - Weltmeisterschaft 2014 | - Weltmeisterschaft 2015 - Weltmeisterschaft 2017 - Weltmeisterschaft 2018 - Weltmeisterschaft 2022 - Weltmeisterschaft 2023 - Weltmeisterschaft 2024 - Weltmeisterschaft 2025 |

(Legende zur Spielerstatistik: Sp oder GP = absolvierte Spiele; T oder G = erzielte Tore; V oder A = erzielte Assists; Pkt oder Pts = erzielte Scorerpunkte; SM oder PIM = erhaltene Strafminuten; +/− = Plus/Minus-Bilanz; PP = erzielte Überzahltore; SH = erzielte Unterzahltore; GW = erzielte Siegtore; 1 Play-downs/Relegation; Kursiv: Statistik nicht vollständig)